# Laleia
Laleia (Leleia, Laleila, Lalaya, Lalea) ist der Hauptort des Verwaltungsamts Laleia in der osttimoresischen Gemeinde Manatuto.

## Geographie

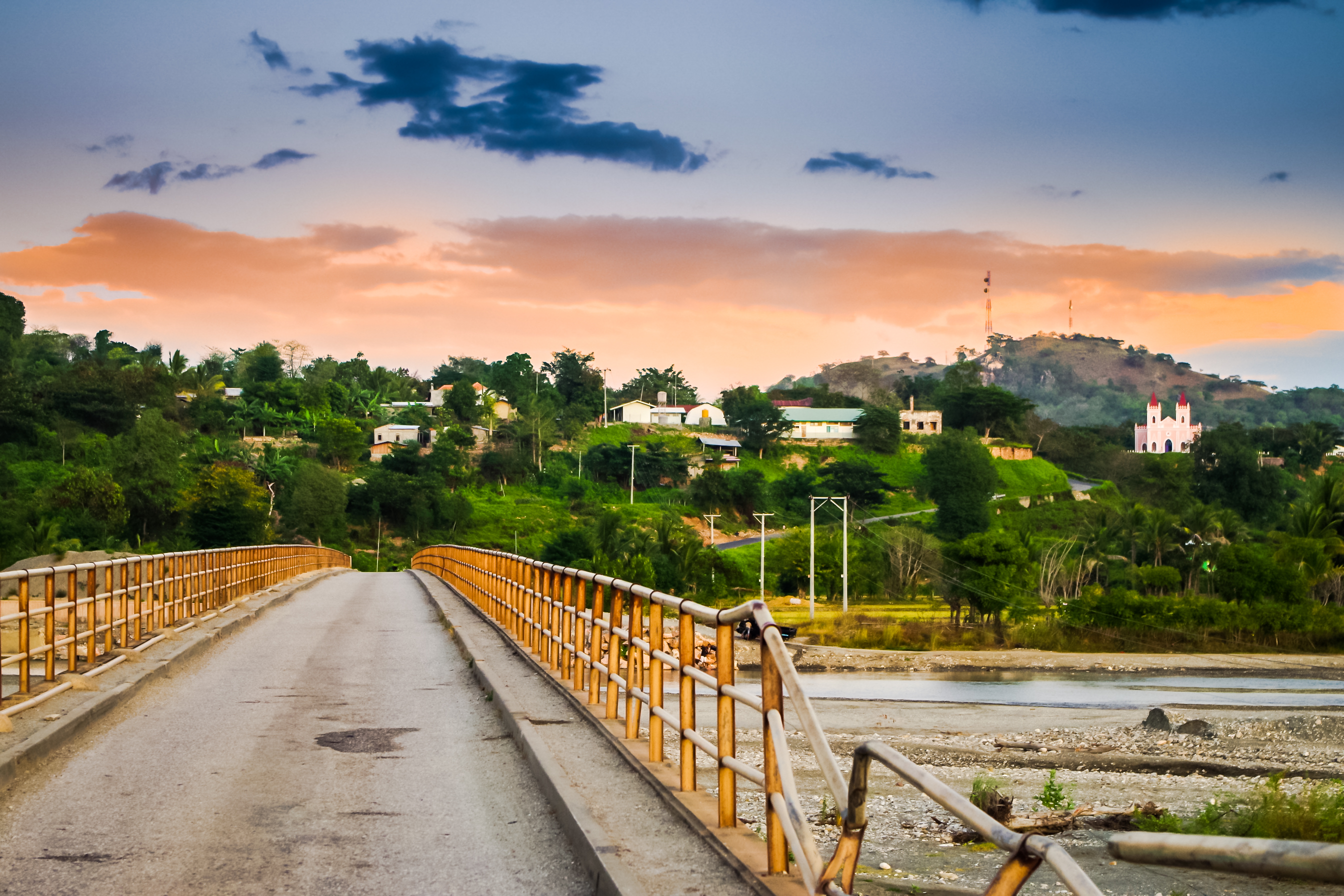
Laleia von der Brücke über den Rio de Laleia aus

Laleia liegt im Norden Timors, knapp 70 km in Luftlinie östlich von der Landeshauptstadt Dili und knapp 17 km östlich der Gemeindehauptstadt Manatuto. Der Ort befindet sich im Nordosten des gleichnamigen Verwaltungsamts, nördlich des Flusses Heuc und westlich des Rio de Laleia, beiderseits der Grenze zwischen den Sucos Lifau und Haturalan. Auf Seiten von Lifau liegen die zum Siedlungszentrum gehörenden Orte Lifau, Lenao und Uma-Rentau (Uma Rentau). Auf Seiten von Haturalan liegt der größere Teil der Siedlung mit den Orten Uma-Iuc (Umaiuk), Ralan (Ranan) und Weboro (Beboro). Das Zentrum liegt auf einer Meereshöhe von 156 m. Hier befinden sich der Sitz des Verwaltungsamtes von Laleia ein kommunales Gesundheitszentrum, ein Hubschrauberlandeplatz, eine Vorschule, zwei Grundschulen und eine prä-sekundäre Schule. 2014 wurde die Sekundärschule „Primeira Dama Kirsty Sword Gusmão“ eingeweiht.
Die gut ausgebaute nördliche Küstenstraße, die hier ein Stück landeinwärts verläuft, führt im Ort über den Rio de Laleia und verbindet Laleia nach Westen mit Manatuto und Dili und nach Osten mit Vemasse, Baucau und Lautém.

## Geschichte

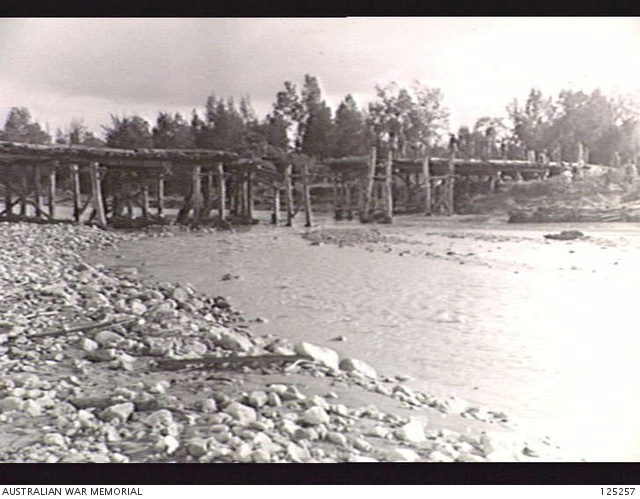
Nach dem Krieg zerstörte Brücke über den Fluss Laleia (1946)

Die ältesten Spuren menschlicher Besiedlung auf Timor sind Stand 2017 zwischen 43.000 und 44.000 Jahre alt. Sie wurden in der Höhle Laili bei Laleia entdeckt.
Laleia war eines der traditionellen Reiche Timors, die von einem Liurai regiert wurden. Es erscheint auf einer Liste von Afonso de Castro, einem ehemaligen Gouverneur von Portugiesisch-Timor, der im Jahre 1868 47 Reiche aufführte.
Laleia leistete Portugal 1868 während der Rebellion in Cová Waffenhilfe. Im Krieg von Laleia zwischen 1878 und 1880 rebellierte Dom Manuel dos Remédios, der Liurai von Laleia, gegen den portugiesischen Gouverneur und die katholische Mission, die in Laleia seit 1870 bestand. In dessen Verlauf wurde der Ort und die Kirche von den Rebellen geplündert und niedergebrannt.
1882 kam es zu Kämpfen zwischen Vemasse und Laleia, wofür der portugiesische Kommandant der Militärkommandantur verantwortlich gemacht wurde.
1975 floh die Bevölkerung vor den indonesischen Invasoren aus Laleia nach Natarbora. In den verlassenen Ort marschierte die indonesische Armee am 25. Dezember ein und vernichtete die Lebensmittelvorräte. Todesfälle durch Hunger waren die Folge. 1976 war der Laleia ein Rückzugsgebiet der FALINTIL, die gegen die indonesischen Invasoren kämpfte. Hier gründete sie eine base de apoio, eine Widerstandsbasis, die Zuflucht für Flüchtlinge aus Baucau, Manatuto und Viqueque bot. Später wurde die Basis von den Indonesiern zerstört. Ende 1979 befand sich in Lifau ein indonesisches Lager für Osttimoresen, die zur besseren Kontrolle von den Besatzern umgesiedelt werden sollten. Zwischen 1970 und 1980 sank die Bevölkerungszahl Laleias von 3.169 auf 1.695.

## Stadtanlage und Bauwerke
Laleia liegt auf einem kleinen Plateau, von dem aus das Tal des Rio de Laleia gut zu überblicken ist. Den Ortskern bildet ein quadratischer Platz (Nordgrenze des Sucos Haturalan), an dem sich die Gemeindeverwaltung, einige kleine Geschäfte sowie ein älteres Wohnhaus im typisch portugiesischen Baustil mit einem Walmdach befinden. Auf dem Platz wurde zur Erinnerung an ein Massaker während der Operation Donner 1999 ein Denkmal aus Beton errichtet, das ein Relief von Osttimor auf sechs menschlichen Schädeln darstellt.
Bereits 1752 existierte in Laleia eine katholische Kirche. Das heutige Gebäude liegt im Norden (Suco Lifau), wurde ab 1920 geplant, 1933 eingeweiht und wird von Kapuzinern geführt. Während der japanischen Besatzungszeit des Zweiten Weltkrieges sollte die Kirche, von deren Türmen sich eine hervorragende Aussicht über die weite Umgebung sowie über das Tal des Rio de Laleia bietet, aus strategischen Gründen gesprengt werden. Auf Betreiben zweier japanischer Offiziere, des Militärkommandanten Ono des Distriktes Manatuto und Seargents Tanabe, die sich beide für den Erhalt des Gebäudes einsetzten, beschränkte man sich jedoch auf eine Abflachung der beiden Türme. Das Kirchenschiff blieb dabei unverändert und wurde als Truppenküche und als Pferdestall genutzt. Während der indonesischen Besatzungszeit wurden ab 1976 auf dem Gelände der Kirche Militärfahrzeuge und Geschütze stationiert, um von hier aus den Berg Lalini unter Beschuss nehmen zu können. Die Bevölkerung hatte die Stadt verlassen und kehrte erst 1978 zurück. Für Gottesdienste wurde die Kirche erst ab diesem Zeitpunkt wieder genutzt.
In Laleia befinden sich außerdem die Überreste einer Festung.

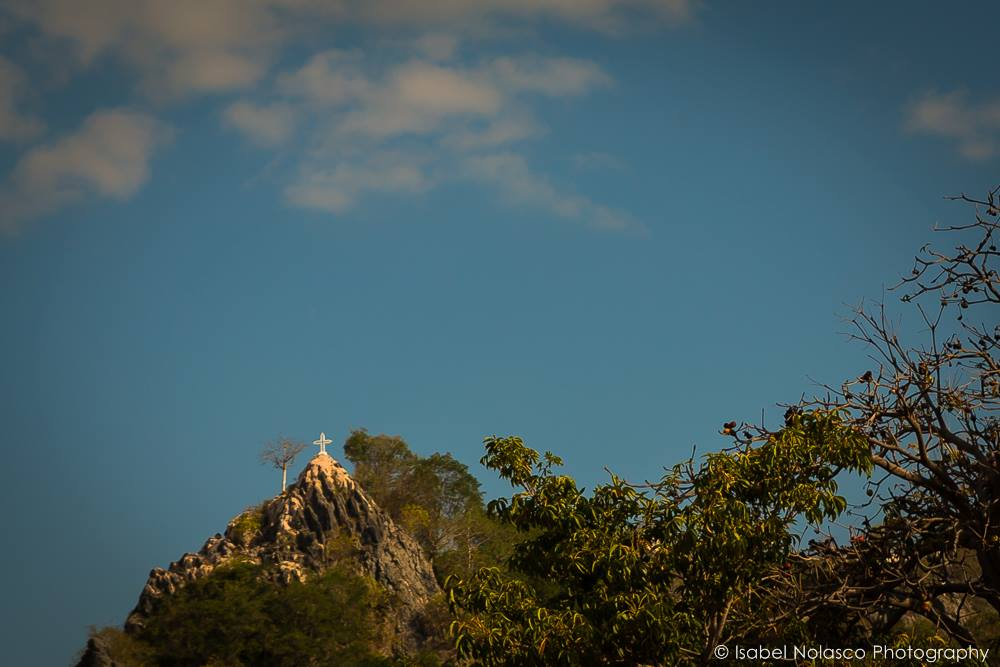
Dieses Gipfelkreuz über Laleia wurde 1971 aufgestellt
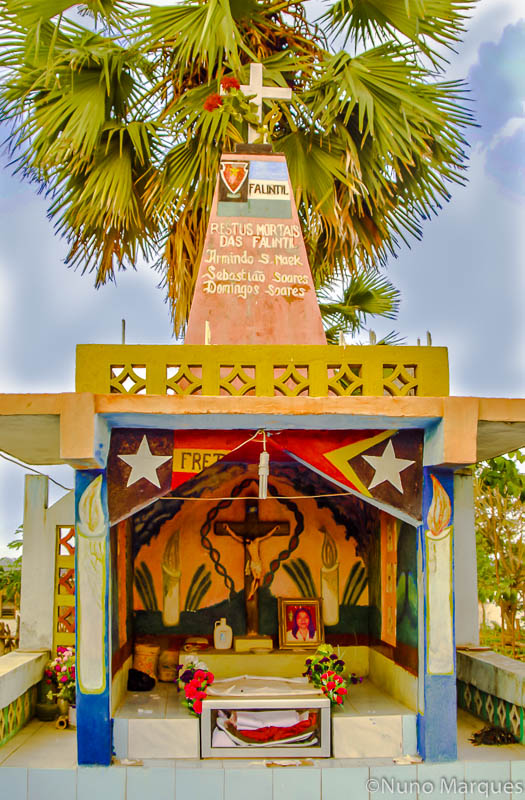
Kriegerdenkmal für die gefallenen Kämpfer der FALINTIL in Laleia
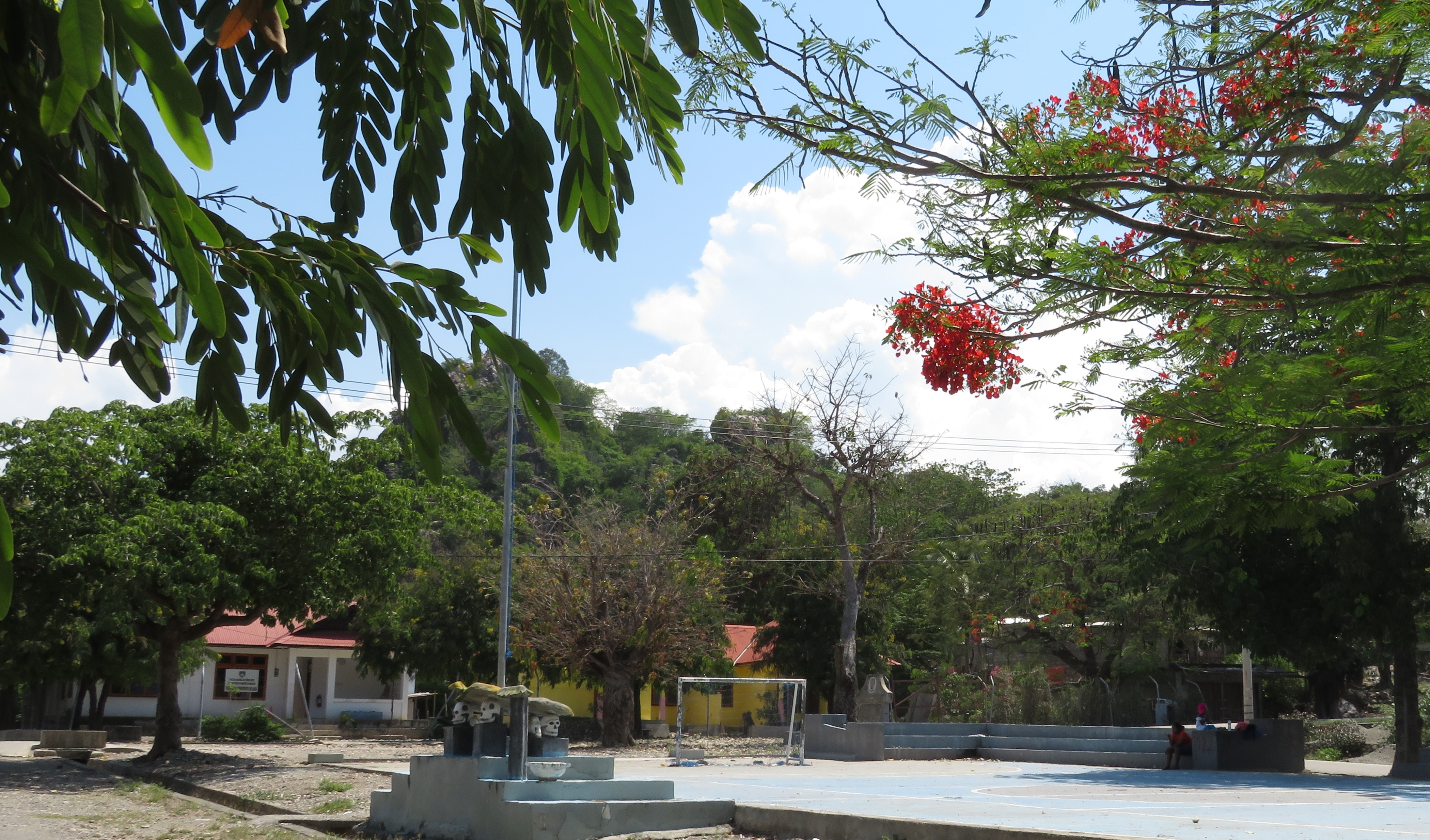
Ortsmitte Laleia
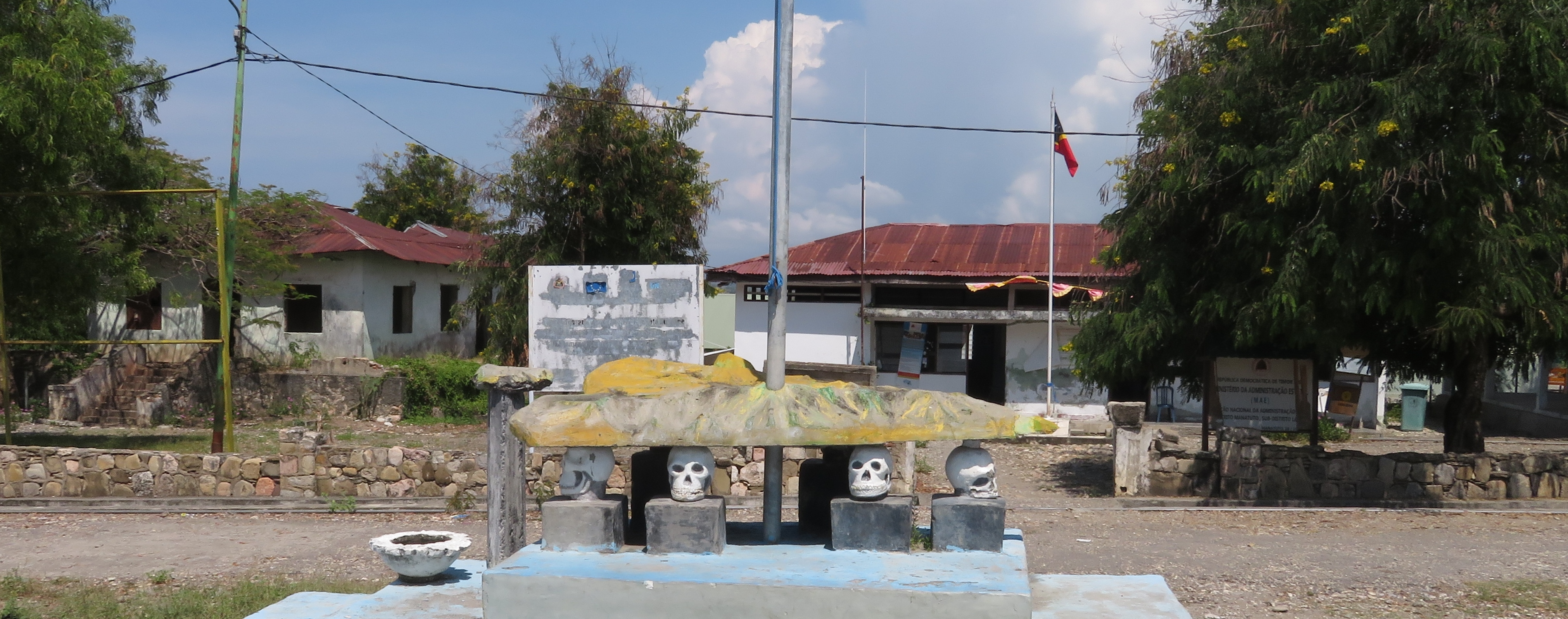
Denkmal und Verwaltungsgebäude des Verwaltungsamtes
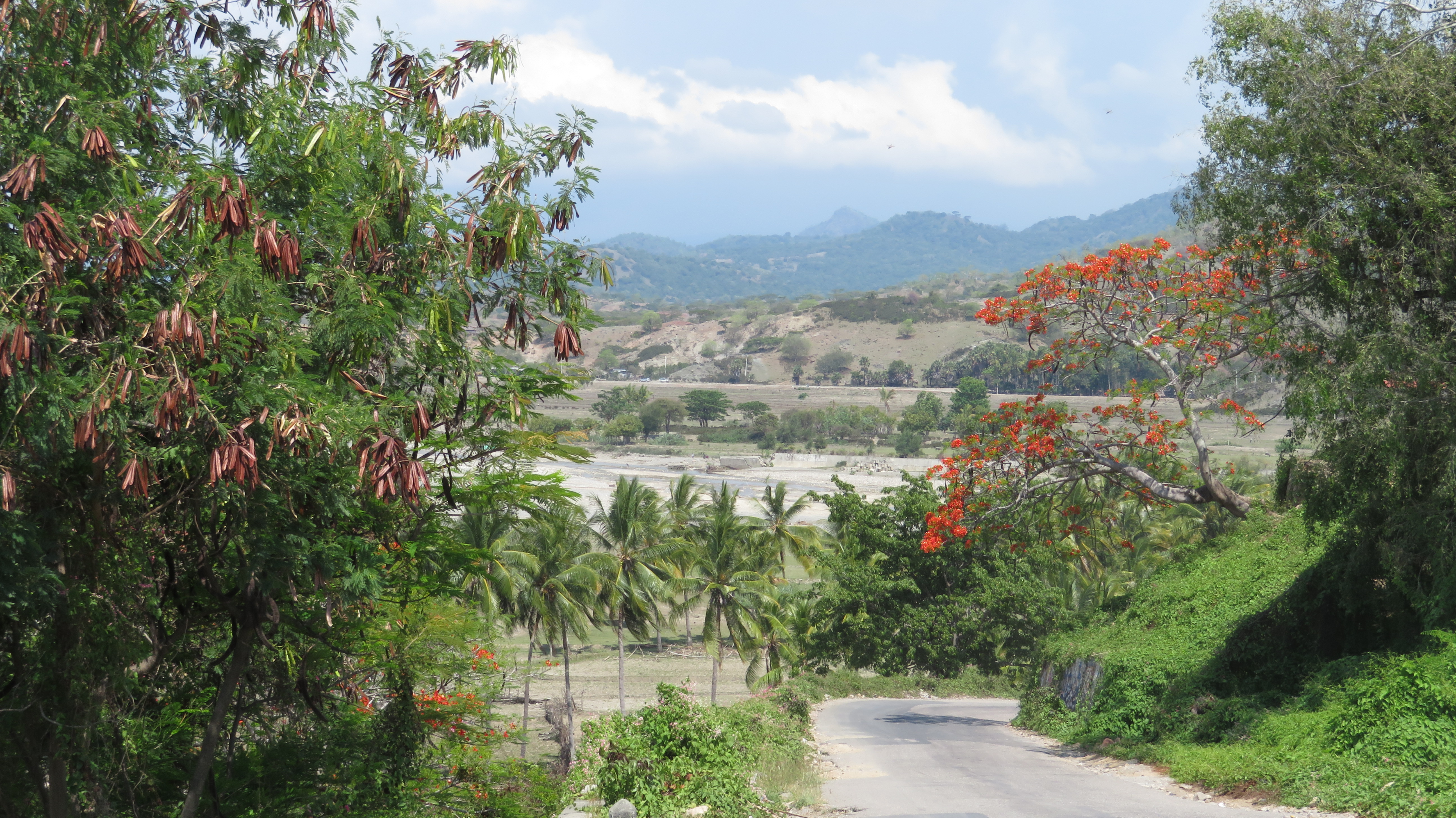
Blick vom Ortskern zum Rio de Laleia

## Persönlichkeiten
- Xanana Gusmão (* 1946), Freiheitskämpfer und Politiker
- Domingos Francisco de Sousa (* 1947), Freiheitsaktivist, Autor und Diplomat
- Gabriel Soares (* 1971), Politiker